# Wohnhaus Josefsstraße 12 (Mainz-Neustadt)

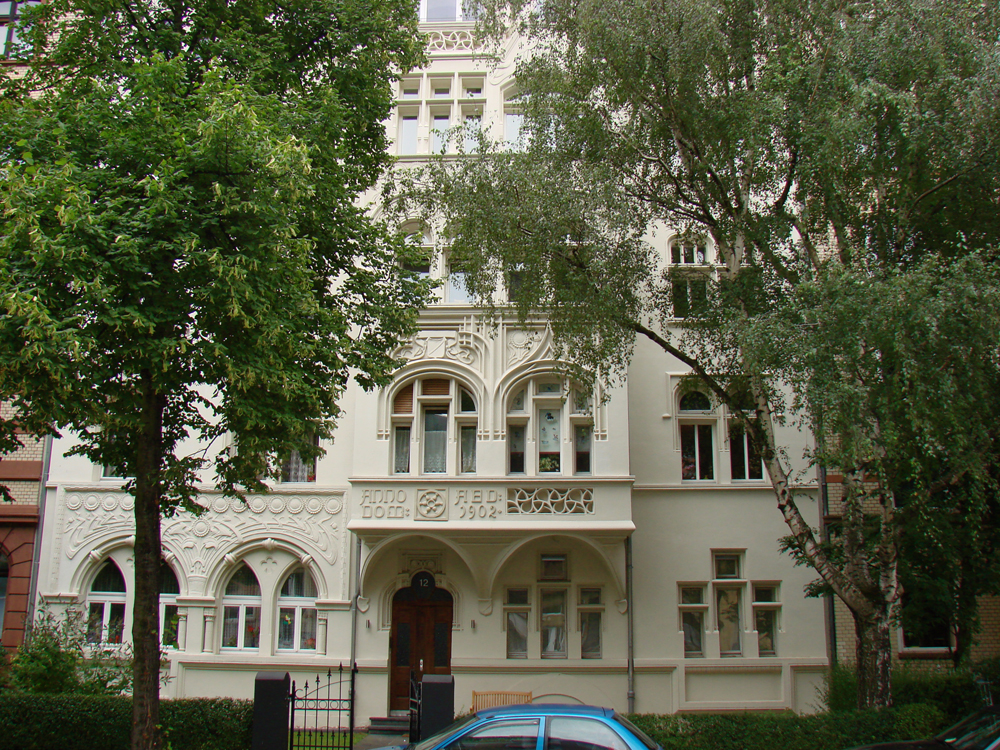
Das Gebäude mit der weißen Stuckfassade

Das Wohnhaus Josefsstraße 12 ist ein 1902 von dem Architekten Heinrich Roos errichtetes Kulturdenkmal im Stadtteil Neustadt der rheinland-pfälzischen Landeshauptstadt Mainz.

## Gestaltung
Die Stuck-Fassade des fünfgeschossigen Gebäudes ist reichlich verziert. Dabei kommen Elemente aus Romanik, Gotik und Renaissance vor. Es dominieren Jugendstildekorationen, vor allem Sonnenblumen in unterschiedlichen Formen. Die straßenseitigen Fenster aller zwölf Wohneinheiten sind unterschiedlich gestaltet, so dass keine Einheit die gleiche Fenstergestaltung wie eine andere hat. Zum Hof hin ist die Backsteinfassade nicht verputzt und ab dem ersten Stock mit Balkonen ausgestattet. Die Wohnungen auf der rechten Gebäudeseite haben zwei bis drei Zimmer und auf der linken Seite vier Zimmer. Ab dem ersten Stock haben die Wohnungen ein Erkerzimmer. Der Erker läuft im vierten Stock in einen angedeuteten Turm aus.

## Geschichte

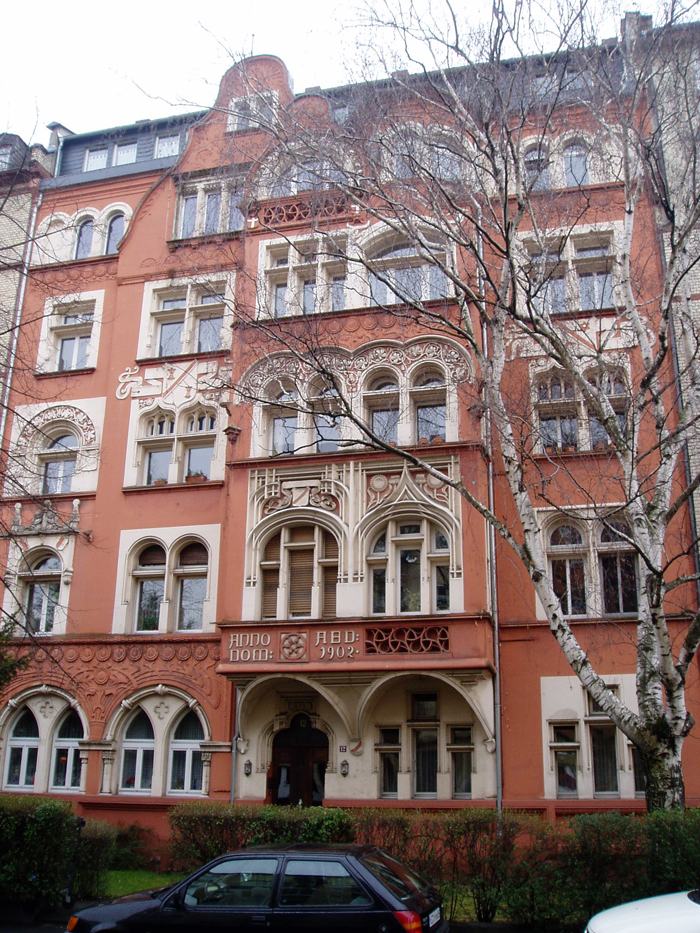
Die rot-weiße Fassade aus den 1970ern wurde 2005 weiß gestaltet

Der Architekt Heinrich Roos entwarf das Gebäude und baute es bis 1902. Im Hof des Gebäudes sah er einen Anbau vor, den er als Büro mit einer angeschlossenen Wohnung im Erdgeschoss nutzte. In den 1930er Jahren ging das Gebäude in den Besitz der Familie Rödner über. Während des Zweiten Weltkrieges wurden fast alle Gebäude in der Josefsstraße zerstört nur das Gebäude mit der Hausnummer 12 und sein ebenfalls denkmalgeschütztes Nachbargebäude mit der Hausnummer 14 blieben stehen (→Luftangriffe auf Mainz). Kleinere Kriegsschäden wurden in der Nachkriegszeit behoben. Der Turmaufsatz, der die Erker nach oben abschloss, ging bei den Luftangriffen verloren.
Anfang der 1970er Jahre wurde eine Fassadenrenovierung durchgeführt, bei der die vormals graue Fassade nach Auflagen des Landesdenkmalamts rot gestrichen wurde mit weiß abgesetzten Fenstern. Ende der 1990er wurde das Haus geteilt und die Wohnungen einzeln verkauft. Bei einer erneuten Fassadenrestauration wurden 2005 ein beige-weißer Anstrich aufgetragen und Schäden ausgebessert. Im Zuge der letzten Renovierung wurde der Vorgarten neu angelegt und zur Straße durch ein historisierendes Tor abgeschlossen. An der westlichen Grundstücksgrenze ist noch die originale Abzäunung erhalten.

## Nutzung
Das Gebäude wird primär als Wohnhaus benutzt. Im einstöckigen Hofanbau befand sich erst ein Architekturbüro und später eine Schusterei, die in den 1970er Jahren schloss. Die Gewerbefläche wurde seitdem als Lagerraum genutzt. Da das Haus nach dem Krieg eines der wenigen bewohnbaren Häuser in der Neustadt war, wurde es von vielen ausgebombten Familien bewohnt. Dabei hatte jede Familie nur ein Zimmer, so dass die Drei- und Vier-Zimmer-Wohnungen von bis zu vier Familien bewohnt wurden.

## Bilder

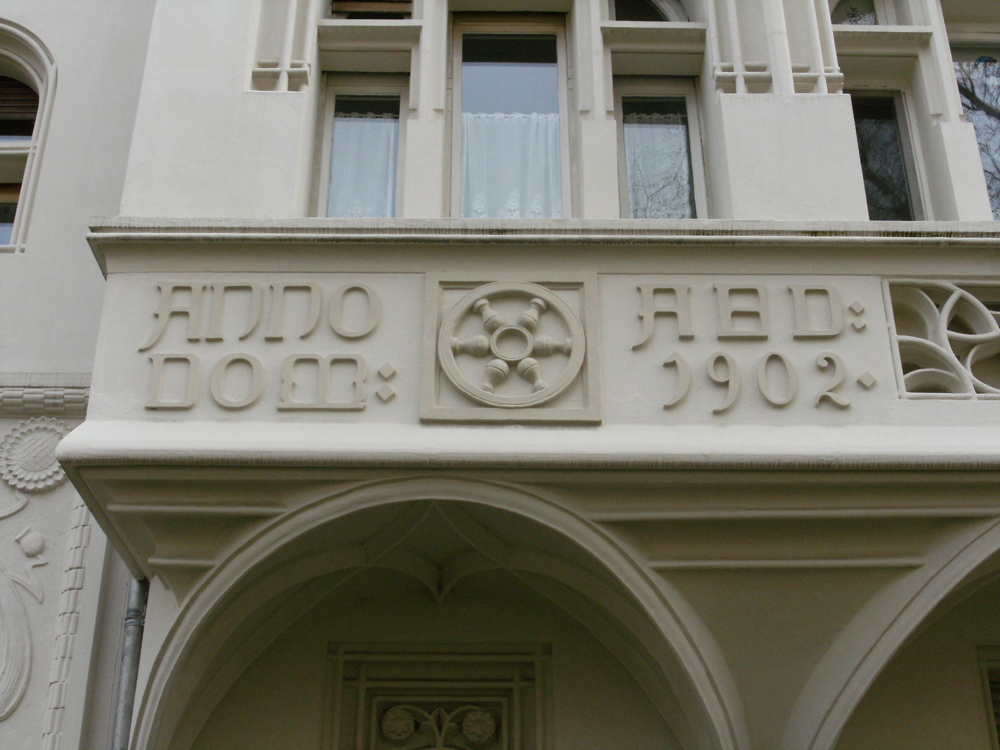
Fassadendetail Baujahr
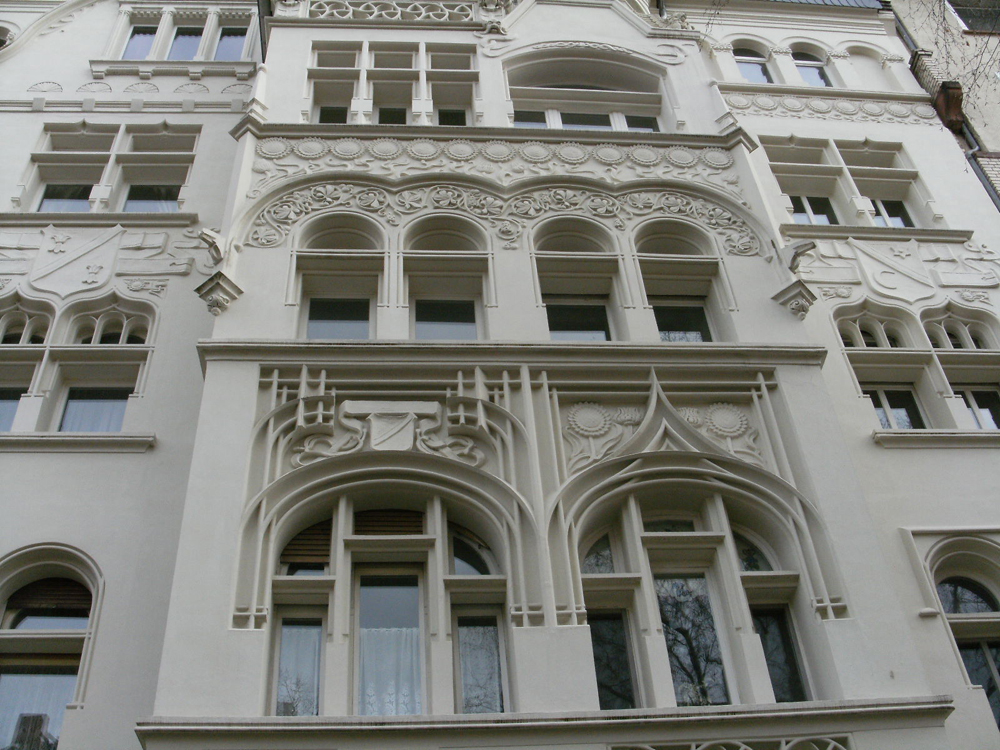
Ausschmückung des Erker
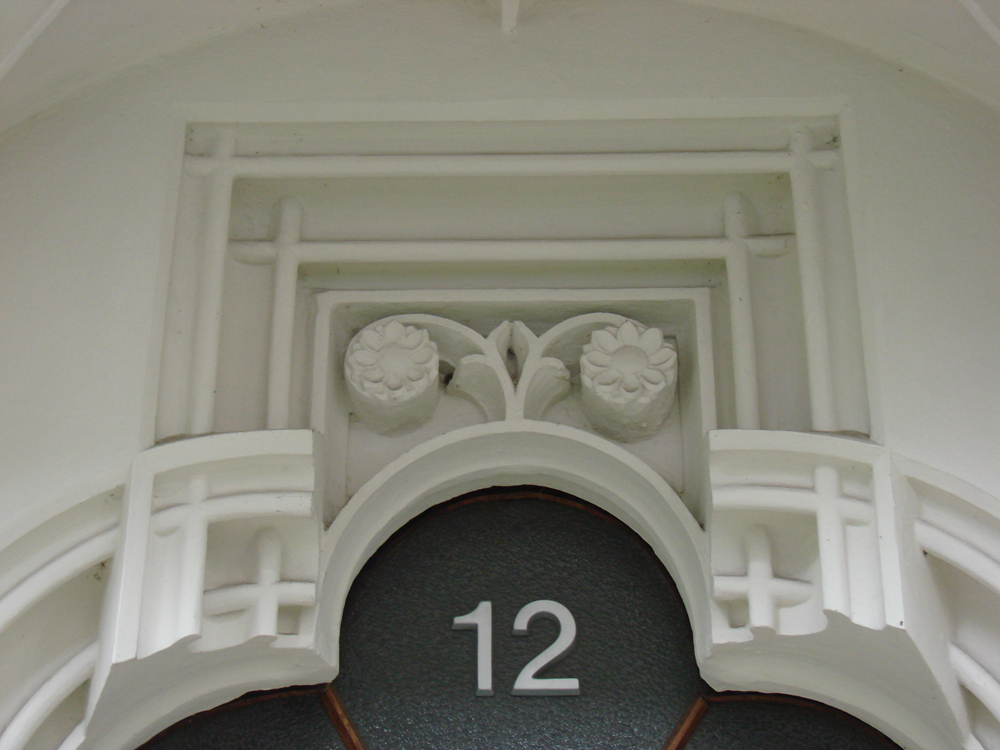
Fassadendetail über der Eingangstür